# Eleições legislativas portuguesas de 1983 no distrito de Viana do Castelo
| Eleições legislativas portuguesas de 1983 Distritos: Aveiro \| Beja \| Braga \| Bragança \| Castelo Branco \| Coimbra \| Évora \| Faro \| Guarda \| Leiria \| Lisboa \| Portalegre \| Porto \| Santarém \| Setúbal \| Viana do Castelo \| Vila Real \| Viseu \| Açores \| Madeira \| Estrangeiro |

## Resultados por Concelho
Os resultados nos concelhos do Distrito de Viana do Castelo foram os seguintes:

### Arcos de Valdevez
| Partido                 | Partido                     | Votos  | %               | +/-     |
| ----------------------- | --------------------------- | ------ | --------------- | ------- |
|                         | Partido Social Democrata    | 6 130  | 42,68 / 100,00  | -       |
|                         | Partido Socialista          | 4 083  | 28,43 / 100,00  | 8,60    |
|                         | Centro Democrático e Social | 2 308  | 16,07 / 100,00  | -       |
|                         | Aliança Povo Unido          | 635    | 4,42 / 100,00   | 0,48    |
|                         | Partido Popular Monárquico  | 191    | 1,33 / 100,00   | -       |
|                         | Outros                      | 466    | 3,24 / 100,00   |         |
| Votos Inválidos         | Votos Inválidos             | 550    | 3,83 / 100,00   | Estável |
| Total                   | Total                       | 14 363 | 100,00 / 100,00 |         |
| Eleitorado/Participação | Eleitorado/Participação     | 22 136 | 64,89 / 100,00  | 7,39    |

### Caminha
| Partido                 | Partido                     | Votos  | %               | +/-   |
| ----------------------- | --------------------------- | ------ | --------------- | ----- |
|                         | Partido Socialista          | 4 526  | 47,59 / 100,00  | 11,14 |
|                         | Partido Social Democrata    | 2 338  | 24,58 / 100,00  | -     |
|                         | Aliança Povo Unido          | 1 072  | 11,27 / 100,00  | 0,77  |
|                         | Centro Democrático e Social | 998    | 10,49 / 100,00  | -     |
|                         | Outros                      | 293    | 3,07 / 100,00   |       |
| Votos Inválidos         | Votos Inválidos             | 283    | 2,98 / 100,00   | 0,09  |
| Total                   | Total                       | 9 510  | 100,00 / 100,00 |       |
| Eleitorado/Participação | Eleitorado/Participação     | 12 364 | 76,92 / 100,00  | 6,56  |

### Melgaço
| Partido                 | Partido                      | Votos  | %               | +/-   |
| ----------------------- | ---------------------------- | ------ | --------------- | ----- |
|                         | Partido Socialista           | 2 618  | 42,44 / 100,00  | 11,77 |
|                         | Partido Social Democrata     | 2 045  | 33,15 / 100,00  | -     |
|                         | Centro Democrático e Social  | 831    | 13,47 / 100,00  | -     |
|                         | Aliança Povo Unido           | 254    | 4,12 / 100,00   | 0,12  |
|                         | Partido da Democracia Cristã | 75     | 1,22 / 100,00   | 0,61  |
|                         | Outros                       | 164    | 2,67 / 100,00   |       |
| Votos Inválidos         | Votos Inválidos              | 181    | 2,94 / 100,00   | 0,70  |
| Total                   | Total                        | 6 168  | 100,00 / 100,00 |       |
| Eleitorado/Participação | Eleitorado/Participação      | 10 058 | 61,32 / 100,00  | 10,97 |

### Monção
| Partido                 | Partido                      | Votos  | %               | +/-   |
| ----------------------- | ---------------------------- | ------ | --------------- | ----- |
|                         | Partido Socialista           | 3 756  | 31,30 / 100,00  | 9,10  |
|                         | Centro Democrático e Social  | 3 673  | 30,61 / 100,00  | -     |
|                         | Partido Social Democrata     | 3 234  | 26,95 / 100,00  | -     |
|                         | Aliança Povo Unido           | 477    | 3,98 / 100,00   | 0,36  |
|                         | Partido Popular Monárquico   | 152    | 1,27 / 100,00   | -     |
|                         | Partido da Democracia Cristã | 126    | 1,05 / 100,00   | 0,51  |
|                         | Outros                       | 189    | 1,59 / 100,00   |       |
| Votos Inválidos         | Votos Inválidos              | 393    | 3,27 / 100,00   | 0,47  |
| Total                   | Total                        | 12 000 | 100,00 / 100,00 |       |
| Eleitorado/Participação | Eleitorado/Participação      | 17 927 | 66,94 / 100,00  | 10,43 |

### Paredes de Coura
| Partido                 | Partido                     | Votos | %               | +/-   |
| ----------------------- | --------------------------- | ----- | --------------- | ----- |
|                         | Partido Socialista          | 2 472 | 44,76 / 100,00  | 15,84 |
|                         | Partido Social Democrata    | 1 810 | 32,77 / 100,00  | -     |
|                         | Aliança Povo Unido          | 404   | 7,31 / 100,00   | 0,23  |
|                         | Centro Democrático e Social | 381   | 6,90 / 100,00   | -     |
|                         | Outros                      | 271   | 4,92 / 100,00   |       |
| Votos Inválidos         | Votos Inválidos             | 185   | 3,35 / 100,00   | 0,94  |
| Total                   | Total                       | 5 523 | 100,00 / 100,00 |       |
| Eleitorado/Participação | Eleitorado/Participação     | 8 351 | 66,14 / 100,00  | 6,74  |

### Ponte da Barca
| Partido                 | Partido                      | Votos | %               | +/-  |
| ----------------------- | ---------------------------- | ----- | --------------- | ---- |
|                         | Partido Social Democrata     | 3 174 | 43,69 / 100,00  | -    |
|                         | Partido Socialista           | 2 198 | 30,26 / 100,00  | 8,15 |
|                         | Centro Democrático e Social  | 1 141 | 15,71 / 100,00  | -    |
|                         | Aliança Povo Unido           | 258   | 3,55 / 100,00   | 0,55 |
|                         | Partido Popular Monárquico   | 75    | 1,03 / 100,00   | -    |
|                         | Partido da Democracia Cristã | 73    | 1,00 / 100,00   | 0,33 |
|                         | Outros                       | 105   | 1,45 / 100,00   |      |
| Votos Inválidos         | Votos Inválidos              | 240   | 3,30 / 100,00   | 0,13 |
| Total                   | Total                        | 7 264 | 100,00 / 100,00 |      |
| Eleitorado/Participação | Eleitorado/Participação      | 9 953 | 72,98 / 100,00  | 8,02 |

### Ponte de Lima
| Partido                 | Partido                     | Votos  | %               | +/-  |
| ----------------------- | --------------------------- | ------ | --------------- | ---- |
|                         | Partido Social Democrata    | 8 318  | 34,42 / 100,00  | -    |
|                         | Centro Democrático e Social | 7 996  | 33,09 / 100,00  | -    |
|                         | Partido Socialista          | 5 267  | 21,80 / 100,00  | 8,01 |
|                         | Aliança Povo Unido          | 1 285  | 5,32 / 100,00   | 0,67 |
|                         | Partido Popular Monárquico  | 264    | 1,09 / 100,00   | -    |
|                         | Outros                      | 486    | 2,01 / 100,00   |      |
| Votos Inválidos         | Votos Inválidos             | 547    | 2,27 / 100,00   | 0,05 |
| Total                   | Total                       | 24 163 | 100,00 / 100,00 |      |
| Eleitorado/Participação | Eleitorado/Participação     | 29 470 | 81,99 / 100,00  | 5,47 |

### Valença
| Partido                 | Partido                     | Votos  | %               | +/-  |
| ----------------------- | --------------------------- | ------ | --------------- | ---- |
|                         | Partido Socialista          | 2 840  | 37,03 / 100,00  | 8,47 |
|                         | Partido Social Democrata    | 2 791  | 36,39 / 100,00  | -    |
|                         | Centro Democrático e Social | 1 222  | 15,93 / 100,00  | -    |
|                         | Aliança Povo Unido          | 329    | 4,29 / 100,00   | 0,30 |
|                         | Outros                      | 268    | 3,49 / 100,00   |      |
| Votos Inválidos         | Votos Inválidos             | 219    | 2,85 / 100,00   | 0,03 |
| Total                   | Total                       | 7 669  | 100,00 / 100,00 |      |
| Eleitorado/Participação | Eleitorado/Participação     | 10 642 | 72,06 / 100,00  | 9,49 |

### Viana do Castelo
| Partido                 | Partido                     | Votos  | %               | +/-   |
| ----------------------- | --------------------------- | ------ | --------------- | ----- |
|                         | Partido Socialista          | 15 152 | 32,92 / 100,00  | 10,56 |
|                         | Partido Social Democrata    | 12 786 | 27,78 / 100,00  | -     |
|                         | Aliança Povo Unido          | 8 552  | 18,58 / 100,00  | 0,31  |
|                         | Centro Democrático e Social | 6 435  | 13,98 / 100,00  | -     |
|                         | Outros                      | 1 679  | 3,65 / 100,00   |       |
| Votos Inválidos         | Votos Inválidos             | 1 417  | 3,08 / 100,00   | 0,37  |
| Total                   | Total                       | 46 021 | 100,00 / 100,00 |       |
| Eleitorado/Participação | Eleitorado/Participação     | 56 549 | 81,38 / 100,00  | 5,17  |

### Vila Nova de Cerveira
| Partido                 | Partido                     | Votos | %               | +/-  |
| ----------------------- | --------------------------- | ----- | --------------- | ---- |
|                         | Partido Social Democrata    | 2 284 | 43,37 / 100,00  | -    |
|                         | Partido Socialista          | 1 932 | 36,69 / 100,00  | 8,49 |
|                         | Centro Democrático e Social | 354   | 6,72 / 100,00   | -    |
|                         | Aliança Povo Unido          | 320   | 6,08 / 100,00   | 0,28 |
|                         | Partido Popular Monárquico  | 59    | 1,12 / 100,00   | -    |
|                         | Outros                      | 112   | 2,51 / 100,00   |      |
| Votos Inválidos         | Votos Inválidos             | 185   | 3,52 / 100,00   | 0,90 |
| Total                   | Total                       | 5 266 | 100,00 / 100,00 |      |
| Eleitorado/Participação | Eleitorado/Participação     | 6 717 | 78,40 / 100,00  | 5,51 |